# جارد ماكلاود
جارد ماكلاود (بالإنجليزية: Jared McCloud)‏ هو مغن مؤلف أمريكي، ولد في 24 يونيو 1980.

## وصلات خارجية
- جارد ماكلاود على موقع ميوزك برينز (الإنجليزية)